# Онурис
Онурис (егип. 3nh-wr Анхур, Анхара, Анхурет, Онхур; др.-греч. Ὄνουρις) — древнеегипетский бог охоты и  войны. Он помогает Ра в борьбе с Апопом, а Гору — в борьбе с Сетом. Его культ был распространëн в Тинисе и Себеннитосе. 

Онурис соответствует древнегреческому Иапету — отцу титанидов Атланта, Менойта, Прометея и Эпиметея. В Греции его также отождествляли с Аресом.
Торжественный эпитет бога Онуриса — «Тот, кто приводит издалека». Онурис отождествляется с Шу, возвращающим из Нубийской пустыни око Ра — Тефнут в облике львицы. Почитается в паре с богиней-львицей Менхит. Изображается в виде юноши, облачённого в тунику, правая рука его обязательно поднята вверх. Его непременный атрибут – головной убор из четырёх или двух высоких перьев. 